# Johann Hase
Johann Hase (ur. 1569, zm. 1611) – śląski rzeźbiarz czasów manieryzmu, czynny w Ząbkowicach Śląskich na początku XVII w., jedyny znany z nazwiska rzeźbiarz tego środowiska w tym czasie.
Warsztat Johanna Hase wytwarzał drewniane wyposażenie wnętrz kościelnych i świeckich w Ząbkowicach Śląskich i ich najbliższych okolicach. Preferował dekorację figuralną. Wykorzystywał niemieckie i niderlandzkie wzorniki graficzne. Duży wpływ na sztukę Hasego miała rzeźba saksońska XVI w.

## Dzieła
- ambona w kościele pw. św. Jerzego w Dzierżoniowie (1609, otrzymał za nią 150 talarów);
- płyta Drzewo Jessego w Muzeum Archidiecezjalnym we Wrocławiu (1606);
- ambona w Wyszęcicach (ok. 1613)